# 暉峻創三
暉峻 創三（てるおか そうぞう、1961年 - ）は、日本の映画批評家、映画監督、脚本家である。

## 経歴
1961年、暉峻衆三と暉峻淑子のあいだに長男として生まれる。法政大学文学部哲学科を卒業。1983年、監督作品『革命前夜』が第6回ぴあフィルムフェスティバル入選を果たす。2002年、東京国際映画祭「アジアの風」部門の選定プロデューサーに任命される。2009年より大阪アジアン映画祭のプログラミング・ディレクターを務める。

## フィルモグラフィー
- 革命前夜（1982年） - 監督、脚本
- ブラームスを愛する（1984年） - 監督
- ドレミファ娘の血は騒ぐ（1985年） - 出演
- ホテトル天使 恥辱の罠（1988年） - 脚本

## ビブリオグラフィー
- 香港電影世界（1997年、メタローグ）